# ローベルト・オクセンフェルト
ローベルト・オクセンフェルト（Robert Ochsenfeld、1901年5月18日 - 1993年12月5日）は、ドイツの物理学者。1933年にヴァルター・マイスナーとともにマイスナー・オクセンフェルト効果を発見した。

## 生涯
ドイツのヘルバーハウゼンde:Helberhausen生まれ。フィリップ大学マールブルクで物理学を学んだ。博士号の題目は強磁性の研究であった。
1932年から1933年までベルリンの物理工学院(de:Physikalisch-Technische Reichsanstalt, PTR)でマイスナー率いる低温グループで働いた。PTRを離れた後は1940年までポツダムのナポラで教鞭をとり、その後は第二次世界大戦における新兵器の研究を行った。
戦後は引退までPTRの後継である理工学研究所(de:Physikalisch-Technische Bundesanstalt, PTB)で磁性材料に焦点を当てて研究した。